# Trương Nhượng
Trương Nhượng (chữ Hán: 張讓; ?-189) là hoạn quan nhà Đông Hán trong lịch sử Trung Quốc. Ông dự triều chính từ thời Hán Hoàn Đế đến thời Hán Linh Đế và tham gia vào vụ biến loạn trong cung đình. Ông là một trong mười quan "Thường Thị".

## Đắc thời
Trương Nhượng là người Dĩnh Xuyên. Ông vào cung hầu hạ từ thuở nhỏ. Vào thời Hán Hoàn Đế ông giữ chức Tiểu hoàng môn.
Tới thời Hán Linh Đế, Trương Nhượng được thăng làm Trung thường thị. Ông liên kết với các hoạn quan Tào Tiết, Triệu Trung, Vương Phủ thành một khối trong triều đình.
Trong triều đình lúc có 12 trung thường thị do phe Trương Nhượng cầm đầu, gồm có Triệu Trung, Hạ Huy, Quách Thắng, Tôn Chương, Hoa Phượng, Lật Tùng, Đoạn Côi, Cao Vọng, Trương Cung, Hàn Lý, Tống Điển được phong tước hầu, mà sử thường gọi là "thập thường thị". Vua Linh Đế yêu quý thập thường thị nên phong cho cha, anh, em họ làm quan khắp các châu quận. Những người này ra sức vơ vét của cải của dân chúng
Trương Nhượng và những người cùng phe cánh khuyên vua Linh Đế tăng thuế khóa thêm 10 đồng trên mỗi ruộng khiến nhân dân phải đóng góp thêm, nhằm có thêm tiền xây cất cung điện. Các châu quận phải đóng góp gỗ cho triều đình, suốt mấy năm liền không xong. Bản thân Trương Nhượng cùng các thường thị thi nhau làm giàu, có nhiều ruộng vườn nhà cửa thông qua việc ăn nhiều của đút lót của các quan lại muốn tiến thân, kể cả những ai muốn nhờ cậy việc cũng đều phải đút lót nhiều tiền mới được việc: những quan đứng đầu các quận lớn phải nộp tới 20-30 triệu quan tiền; muốn đi nhận chức ở nơi khác phải đến trả giá xong rồi mới được chuyển chức vụ. Điều đó khiến một số quan viên không đủ tiền để chạy việc đã phẫn uất tự sát.
Trương Nhượng và các cộng sự hoàn toàn được Hán Linh Đế tin tưởng. Linh Đế thường nói với mọi người rằng vua coi Trương Nhượng là cha mình.

## Hại Trương Câu
Năm 184, Trương Giác ở quận Cự Lộc nổi dậy phát động cuộc khởi nghĩa Khăn Vàng chống nhà Hán. Lang trung Trương Câu dâng thư lên Hán Linh Đế kể tội Trương Nhượng và những người cùng cánh, cho rằng sở dĩ nhân dân theo Trương Giác chống triều đình vì thập thường thị và phe cánh, vì vậy nên bắt chém hết. Nhưng vua Hán nhận được bản tâu của Trương Câu lại mang cho Trương Nhượng xem. Trương Nhượng cùng thập thường thị vội tạ tội và xin cống hiến gia tài phục vụ cho việc đánh dẹp. Hán Linh Đế bèn xá miễn cho Trương Nhượng và các hoạn quan, rồi gọi Trương Câu vào mắng. Trương Câu lại dâng tờ tấu nữa với nội dung tương tự. Trương Nhượng và các hoạn quan bèn giữ tờ tâu lại không đưa lên trình vua nữa.
Hán Linh Đế nghe theo Trương Nhượng, bèn sai đình úy truy tìm những người đồng đảng tham gia đạo Thái Bình với Trương Giác. Quan Ngự sử chiều ý Trương Nhượng bèn sai người vu cáo Trương Câu học đạo Thái Bình, vì vậy Linh Đế hạ lệnh bắt Trương Câu giam vào ngục. Không lâu sau Trương Câu bị bức tử trong ngục.

## Lĩnh công đầu, hại Hoàng Phủ Tung
Có 2 hoạn quan thuộc quyền Trương Nhượng là Phong Tư và Từ Phụng câu kết với Trương Giác. Một đệ tử của Trương Giác là Đường Chu phản lại Giác, bí mật tố giác với triều đình nhà Hán. Hán Linh Đế bèn bắt Phong Tư và Từ Phụng bỏ ngục.
Hán Linh Đế sai 3 viên tướng Hoàng Phủ Tung, Chu Tuấn và Lư Thực mang quân đi đánh Trương Giác. Quân Trương Giác tuy đông nhưng không có tổ chức tốt, nhanh chóng bị quân triều đình đánh bại. Tới tháng 11 năm 184, anh em Trương Giác đều chết, lực lượng hùng hậu của Khăn Vàng cơ bản bị dẹp. Tuy nhiên, Hán Linh Đế chỉ tin yêu các hoạn quan, lại ghi công đầu dẹp loạn cho Trương Nhượng dù ông không tham gia đánh dẹp. Tướng Hoàng Phủ Tung có công đánh dẹp nhiều nhất phải xếp sau Trương Nhượng.
Cuối năm 184, ở Hoàng Trung, Hàn Toại, Biện Chương khởi binh chống triều đình, đánh giết Hiệu úy hộ Khương là Linh Chủy và Thái thú Kim Thành là Trần Ý. Năm 185, Biện Chương và Hàn Toại mang quân Tây châu uy hiếp khu vực Tam Phụ gần Trường An. Hán Linh Đế sai Hoàng Phủ Tung từ Ký châu về, cùng Đổng Trác đi dẹp loạn. Sau đó Hán Linh Đế sai Trương Nhượng đi thị sát Hoàng Phủ Tung.
Hoàng Phủ Tung đang đánh nhau với quân Hàn Toại chưa phân thắng bại. Trương Nhượng đòi Hoàng Phủ Tung hối lộ 50 triệu quan tiền. Hoàng Phủ Tung không cho. Trương Nhượng bèn về triều vu cáo với Linh Đế rằng Hoàng Phủ Tung đánh Khăn Vàng không hề có công lao, lại lãng phí tiền công quỹ. Hán Linh Đế tin lời ông, bèn hạ lệnh cách chức Hoàng Phủ Tung, tước hết thực ấp. Lực lượng của Biện Chương, Hàn Toại vì vậy cát cứ ở Tây châu không bị dẹp.

## Giết Hà Tiến
Tháng 4 năm 189, Hán Linh Đế qua đời. Thái tử Lưu Biện – con của Hà hoàng hậu – lên nối ngôi, tức là Hán Thiếu Đế.
Trương Nhượng và các hoạn quan mâu thuẫn gay gắt với ngoại thích Hà Tiến – anh Hà thái hậu. Hà Tiến đề nghị Hà thái hậu bãi chức các hoạn quan, nhưng Hà thái hậu lại không chịu vì hoạn quan vốn là những người hầu hạ đắc lực trong cung cấm không thể bỏ đi; hơn nữa trước đây Hà thái hậu từng nhờ thập thường thị can Hán Linh Đế nên không bị truất ngôi hoàng hậu. Thấy Hà thái hậu không chịu, Hà Tiến bèn sai người ra nói với tướng Đổng Trác ở Tây Lương hãy "giả làm phản đòi dẹp hoạn quan", với mục đích là dọa thái hậu phải bằng lòng bãi chức hoạn quan.
Hà thái hậu nghe tin Đổng Trác sắp kéo quân vào Lạc Dương, trúng kế sợ hãi, vội ra chiếu cách chức các hoạn quan, bắt về quê dưỡng lão. Trương Nhượng có con trai nuôi lấy em gái Hà thái hậu và được mẹ Hà thái hậu là Vũ Dương quân ưa thích. Vũ Dương quân đứng ra nói giúp với Hà thái hậu. Hà thái hậu bị thuyết phục, bèn thu hồi lại lệnh bãi chức các thái giám, lại cho vào cung làm việc.
Khi Đổng Trác chưa đến thì Hà Tiến lại tới cung Trường Lạc đề nghị Hà thái hậu không chỉ bãi miễn mà giết Trương Nhượng và tất cả các hoạn quan. Trong các hoạn quan có người nghe được chuyện bèn báo với Trương Nhượng. Trương Nhượng cùng Đoàn Khuê vội huy động vài mươi quân lính cầm binh khí phục sẵn, đợi lúc Hà Tiến ra cửa cung bèn đổ ra bắt sống, mang tới dưới lầu Thượng thư rồi kể tội vong ân bội nghĩa và giết chết trước điện Gia Đức.
Tam Quốc diễn nghĩa kể rằng Hà Tiến bị Trương Nhượng dùng lệnh của Hà thái hậu gọi vào cung để giết chết.

## Tự vẫn
Tin tức Hà Tiến bị giết truyền ra, thủ hạ của Hà Tiến là Viên Thiệu mang quân đánh vào hoàng cung giết hoạn quan báo thù cho Hà Tiến.
Trong lúc hỗn loạn, Trương Nhượng cùng Đoàn Khuê dắt Hà thái hậu, Hán Thiếu Đế và em vua là Lưu Hiệp chạy trốn từ đường phức đạo Nam cung ra Bắc cung. Đúng lúc đó Thượng thư Lư Thực cầm giáo chạy tới, cứu được Hà thái hậu.
Đoàn Khuê và Trương Nhượng cùng nhóm hoạn quan sống sót đưa Hán Thiếu Đế và Lưu Hiệp đến bến đò Tiểu Bình ở cạnh sông Hoàng Hà, bị Thượng thư Lư Thực dẫn quân đuổi theo kịp. Trương Nhượng biết không thể thoát, bèn cùng một số hoạn quan dưới quyền khóc bái biệt Hán Thiếu Đế rằng:
Chúng tôi chết rồi thiên hạ sẽ loạn, mong bệ hạ bảo trọng thân mình
Rồi ông và nhiều hoạn quan nhảy xuống sông Hoàng Hà tự vẫn. Lư Thực bắt giết các hoạn quan còn lại.